# Uchaud
Uchaud ist eine französische Gemeinde mit 4824 Einwohnern (Stand: 1. Januar 2022) im Département Gard in der Region Okzitanien.

## Geografie
Uchaud liegt im Hügelland oberhalb einer fruchtbaren Ebene am Fluss Vistre, etwa 14 Kilometer südwestlich von Nîmes in der Landschaft Vaunage.
Die Nachbargemeinden von Uchaud sind Nages-et-Solorgues im Norden und Nordwesten, Bernis im Osten und Nordosten, Beauvoisin im Südosten, Vestric-et-Candiac im Süden und Südwesten sowie Boissières im Westen.
Durch die Gemeinde verläuft die Autoroute A9 und die Route nationale 113. Der Bahnhof von Vergèze-Codognan wird von den Zügen auf der Bahnstrecke Tarascon–Sète-Ville bedient.

## Bevölkerungsentwicklung
| Jahr      | 1962 | 1968 | 1975 | 1982 | 1990 | 1999 | 2006 | 2017 |
| --------- | ---- | ---- | ---- | ---- | ---- | ---- | ---- | ---- |
| Einwohner | 1056 | 1378 | 1904 | 2339 | 2699 | 3284 | 3799 | 4315 |

## Sehenswürdigkeiten
- Kirche Saint-Paul aus dem 12. Jahrhundert, bis in das 19. Jahrhundert umgebaut; der Campanile hat eine pyramidale Form und stammt aus dem 17. Jahrhundert
- protestantische Kirche, im neoklassizistischen Stil im 19. Jahrhundert errichtet
- Meilenstein an der Via Domitia (aus der Zeit Antoninus Pius’), Monument historique seit 1912

## Persönlichkeiten
- Robert de Joly (1887–1968), Speläologe

## Gemeindepartnerschaften
Mit der spanischen Gemeinde Totana in der Region Murcia und mit der italienischen Gemeinde Capannoli in der Provinz Pisa (Toskana) unterhält Uchaud Partnerschaften.